# Илья Фёдорович
Илья Фёдорович (11 (21) июля 1681, Москва — 21 (31) июля 1681, там же) — русский царевич из династии Романовых, единственный сын царя Фёдора III Алексеевича и царицы Агафьи Семёновны, урождённой Грушецкой.

## Биография
Царевич Илья Фёдорович родился 11 (21) июля 1681 года в Коломенском дворце. Младенца назвали в честь его прадеда Ильи Даниловича Милославского (это имя было нетипичным для Романовых и Рюриковичей). Тезоименный святой — пророк Илия.
17 (27) июля Илью крестили в теремной дворцовой церкви, восприемницей была царевна Татьяна Михайловна, крёстным отцом царевича был приглашён игумен Флорищевой пустыни Иларион. Крещён Илья Фёдорович патриархом Иоакимом в Московском Чудовом монастыре. Царь Фёдор Алексеевич поручил наследника заботам боярыни Анны Петровны Хитрово, с детских лет заботившейся о самом царе.
Его мать, Агафья Семёновна, умерла на третий день после родов 14 (24) июля 1681 года от послеродовой горячки.
Через десять дней после своего рождения, 21 (31) июля 1681 года, скончался и он сам, «за полтретья часу до свету», когда его отец, «Государь был в походе» — ездил в монастырь молиться за здоровье сына.
Похоронен 23 июля (2 августа) 1681 года в Архангельском соборе Московского Кремля. Позже к царевичу Илье был подхоронен и другой малолетний царевич, второй сын Петра I — Александр Петрович.
Надпись на надгробии Ильи Фёдоровича:

«Лета 7189 июля против 21 числа в шесть часов нощи в четверток на память святаго пророка Иезекииля преставися раб божий благовернаго государя царя и великаго князя Феодора Алексеевича и благоверныя государыня царицы и великой княгини Агафьи Симеоновны сын благоверный и великий государь царевич и великий князь Илия Феодорович всея великия и малыя и белыя России и погребен на сем месте июля в 23 день.»

Протоиерей А. Лебедев, приводя подробное описание трёхъярусного надгробного царского иконостаса в Архангельском соборе на западной грани восточного столпа, указывает, что в 3-м ярусе была установлена «гробовая икона» царевича — «Богоматерь Смоленская с митрополитом Филиппом и Саввой Сторожевским на полях».